# 冻错
冻错是一个位于中国西藏自治区昌都地区的湖泊，面积约为1.93平方千米，属于青藏高原。它的一级流域为广西、云南、西藏、新疆诸国际河流，二级流域为怒江、伊洛瓦底江水系。